# Pachymerus bactris
Pachymerus bactris is een keversoort uit de familie bladkevers (Chrysomelidae). De wetenschappelijke naam van de soort werd in 1763 gepubliceerd door Linnaeus.